# Акбузат (опера)
Акбузат (баш. Аҡбуҙат) — опера в трёх действиях А. Э. Спадавеккиа и Х. З. Заимова. Либретто написано Б. Бикбаем и К. Даяном на основе башкирского эпоса «Акбузат». Является одной из первых сказочно-исторических башкирских опер.

## Описание

### Первая редакция
Премьера оперы «Акбузат» состоялась 7 ноября 1942 на сцене Башкирского государственного театра оперы и балета. Постановка оперы была приурочена к 25-летию Октябрьской революции.
Авторами либретто первой редакции являются Баязит Бикбай и Кадыр Даян.
Дирижёр — П. М. Славинский;
Постановка — Б. Г. Имашева;
Режиссёр — В. А. Нелли-Влад;
Художники — Г. Ш. Имашева и М. Н. Арсланов;
Балетмейстер — Х. Г. Сафиуллин;
Хормейстер — Н. А. Болотов.
| Действующие лица | Исполнители      |
| ---------------- | ---------------- |
| Хаубан-батыр     | Х. Кудашев       |
| Танхылу          | Б. Валеева       |
| Кахкаха          | Г. Хабибуллин    |
| Нэркэс           | М. Салигаскарова |
| Шульген          | М. Хисматуллин   |
| Хумай-кош        | Ш. Валиахметова  |
| Масем-хан        | Г. Сулейманов    |
| Тараул           | Хабир Галимов    |
| Кусем-бий        | Г. Набиев        |

### Вторая редакция
Во второй редакции постановка оперы «Акбузат» состоялась 31 декабря 1957 года.
Авторами либретто второй редакции являются Сагит Мифтахов и Кадыр Даян.
Дирижёр — Н. Г. Сабитов;
Постановка — Б. Г. Имашева;
Режиссёр — М. Хисматуллин;
Художники — М. Н. Арсланов;
Балетмейстер — Ф. А. Гаскаров;
Хормейстер — А. Г. Тихомиров.
| Действующие лица | Исполнители      |
| ---------------- | ---------------- |
| Хаубан-батыр     | Ш. Кульбарисов   |
| Танхылу          | Б. Валеева       |
| Кахкаха          | Г. Хабибуллин    |
| Нэркэс           | М. Салигаскарова |
| Шульген          | С. Русинов       |
| Хумай-кош        | Ш. Валиахметова  |
| Масем-хан        | И. Муромцев      |
| Тараул           | С. Хуснияров     |
| Кусем-бий        | Г. Набиев        |

### Концертное выступление
25 ноября 1994 года впервые состоялось концертное исполнение оперы. Режиссёром был Р. Валиуллин, а дирижёром — В. И. Платонов. Роль Хаубана исполнил Р. Кучуков, Нэркэс — Л. Ахметзянова, Танхылу — З. Фархутдинова, Шульген — Ф. Салихов, Кахкаха — Р. Хабибуллин.

## Сюжет
В основе сюжета лежит борьба Хаубан-батыра против власти злого Масем-хана, героев башкирского эпоса «Акбузат». В опере «Акбузат» продолжены традиции сказочно-эпических опер Н. А. Римского-Корсакова.